# Stéphanie Weber-Biron
Pour les articles homonymes, voir Weber.
Stéphanie Weber-Biron, née le 21 mai 1976 à Montréal (Canada), est une réalisatrice et directrice de la photographie canadienne.

## Filmographie partielle

### Comme réalisatrice

#### Au cinéma
- 2006 :  Les Breastfeeders: Funny Funiculaire  (clip musical)
- 2009 : Gabrielle  (court métrage)
- 2010 : A Summer of Dance
- 2015 : Fragments  (court métrage)

### Comme directrice de la photographie

#### Au cinéma
- 2009 :  J'ai tué ma mère
- 2010 :  Higglety Pigglety Pop! or There Must Be More to Life  (vidéo)
- 2010 :  Les Amours imaginaires de Xavier Dolan
- 2010 :  A Summer of Dance
- 2011 :  MTL Punk: The first wave
- 2012 : Blackbird de Jason Buxton
- 2013 : Standstill
- 2013 : All the Wrong Reasons (en) de Gia Milani
- 2014 :  Hard Drive
- 2014 : Les Sœurs Anderson (Perfect Sisters)
- 2014 : Heartbeat (en) d'Andrea Dorfman (en)
- 2015 :  La Chambre interdite de Guy Maddin et Evan Johnson
- 2015 :  The Embargo Project  (segment « Roberta »)
- 2015 :  Buddha's Little Finger
- 2015 :  The Saver de Wiebke von Carolsfeld
- 2016 :  Hunting Pignut de Martine Blue
- 2018 : Ceux qui viendront, l'entendront (Those Who Come, Will Hear), documentaire de Simon Plouffey : segments
- 2018 : City Dreamers (en), documentaire de Joseph Hillel
- 2019 : Dad
- 2019 :  Une femme, ma mère
- 2019 :  Spinster d'Andrea Dorfman (en)
- 2020 :  Little Orphans
- 2020 :  Nadia, Butterfly
- 2022 :  Lignes de fuite de  Miryam Bouchard

#### À la télévision
- 2005 : The Secret Language of Girls  (téléfilm)
- 2005 : Sluts: The Documentary  (téléfilm)
- 2007 : Pendant ce temps, devant la télé...  (série télévisée)
- 2009 :  D'est en ouest  (série télévisée)
- 2017 :  Lâcher prise  (série télévisée, 12 épisodes)
- 2019 :  Les Bogues de la vie  (série télévisée)
- 2023 : Wong & Winchester (en)  (série télévisée)

## Récompenses et distinctions
Au Hamptons International Film Festival 2010, elle remporte le prix de la meilleure photographie pour Les Amours imaginaires (Heartbeats)
Elle est trois fois nommée aux prix Génie et Écrans canadiens de la meilleure photographie.
- 2011 : 31e prix Génie pour son travail sur Les Amours imaginaires (Heartbeats)[1]
- 2020 : meilleure photographie dans un documentaire aux 8e Écrans canadiens pour Rêveuses de villes (City Dreamers (en))[2], partagé avec : Étienne Boilard et Léna Mill-Reuillard.
- 2021 : 9e prix Écrans canadiens pour son travail sur Nadia, Butterfly[3]

- (en) Stéphanie Weber-Biron: Awards, sur l'Internet Movie Database